# Бруно Ортіс-Каньявате
Бруно Ортіс-Каньявате (15 лютого 1993) — іспанський плавець.
Учасник Олімпійських Ігор 2016 року.